# Gabas
Gabas – rzeka w południowo-zachodniej Francji o długości 117 km i powierzchni dorzecza 300 km², lewy dopływ rzeki Adour. Gabas stanowi połączenie potoków Gabastou i Honrède, wypływa z płaskowyżu Ger na północy Lourdes. Przepływa przez departament Landy. Wpada do rzeki Adour w miejscowości Toulouzette. W górnym biegu rzeki zbudowano tamę ze zbiornikiem retencyjnym o maksymalnej pojemności 20 mln m³.

## Główne dopływy
lewe: Petit Bas, Laudon.
prawe: Bayle, Bas, Lescoû.

## Ważniejsze miejscowości
Arrien, Boueilh-Boueilho-Lasque, Carrère, Claracq, Coublucq, Escoubès, Eslourenties-Daban, Espéchède, Gabaston, Gardères, Garlède-Mondebat, Lalonquette, Lourenties, Luquet, Miossens-Lanusse, Poursiugues-Boucoue, Riupeyrous, Sedzère, Saint-Laurent-Bretagne, Sévignacq, Arboucave, Coudures, Eyres-Moncube, Lacajunte, Philondenx, Pimbo, Saint-Sever, Samadet.